# Steffie van der Peet
Steffie van der Peet (L'Aia, 10 settembre 1999) è una pistard olandese, medaglia di bronzo mondiale 2022 nel keirin.

## Palmarès

### Pista
- 2016

Campionati europei, Velocità a squadre Junior (con Hetty van de Wouw)
Campionati olandesi, Keirin Junior
Campionati olandesi, Velocità Junior
Campionati olandesi, 500 metri a cronometro Junior
- 2021

Campionati olandesi, 500 metri a cronometro
Campionati olandesi, Velocità a squadre (con Kyra Lamberink e Hetty van de Wouw)
Campionati europei, Velocità a squadre (con Shanne Braspennincx, Kyra Lamberink e Hetty van de Wouw)
- 2022

2ª prova Coppa delle Nazioni 2022, Velocità a squadre (Glasgow, con Kyra Lamberink, Hetty van de Wouw e Laurine van Riessen)
- 2025

Campionati europei, Velocità a squadre
Campionati europei, Keirin

## Piazzamenti

### Competizioni mondiali
- Campionati del mondo su pista

Aigle 2016 - Velocità a squadre Junior: 5ª
Aigle 2016 - 500 metri a cronometro Junior: 9ª
Aigle 2016 - Velocità Junior: 11ª
Aigle 2016 - Keirin Junior: 5ª
Montichiari 2017 - Velocità Junior: 4ª
Montichiari 2017 - 500 metri a cronometro Junior: 5ª
Montichiari 2017 - Keirin Junior: 2ª
Berlino 2020 - Velocità a squadre: 6ª
Berlino 2020 - 500 metri a cronometro: 9ª
St. Quentin-en-Yvelines 2022 - Velocità a squadre: 4ª
St. Quentin-en-Yvelines 2022 - Keirin: 3ª
Ballerup 2024 - Velocità a squadre: 2ª

### Competizioni europee
- Campionati europei su pista

Montichiari 2016 - Velocità a squadre Junior: vincitrice
Montichiari 2016 - 500 metri a cronometro Junior: 5ª
Montichiari 2016 - Keirin Junior: 3ª
Anadia 2017 - Velocità Junior: 3ª
Anadia 2017 - 500 metri a cronometro Junior: 4ª
Anadia 2017 - Keirin Junior: 8ª
Aigle 2018 - Velocità Under-23: 5ª
Aigle 2018 - 500 metri a cronometro Under-23: 4ª
Aigle 2018 - Keirin Under-23: 2ª
Gand 2019 - Velocità a squadre Under-23: 2ª
Gand 2019 - Velocità Under-23: 10ª
Gand 2019 - 500 metri a cronometro Under-23: 6ª
Gand 2019 - Keirin Under-23: 2ª
Apeldoorn 2019 - Velocità a squadre: 3ª
Apeldoorn 2019 - 500 metri a cronometro: 9ª
Apeldoorn 2021 - Velocità Under-23: 6ª
Apeldoorn 2021 - 500 metri a cronometro Under-23: 2ª
Apeldoorn 2021 - Keirin Under-23: 9ª
Grenchen 2021 - Velocità a squadre: vincitrice
Grenchen 2021 - 500 metri a cronometro: 4ª
Monaco di Baviera 2022 - Velocità a squadre: 2ª
Monaco di Baviera 2022 - 500 metri a cronometro: 4ª
Apeldoorn 2024 - Velocità a squadre: 3ª
Heusden-Zolder 2025 - Velocità a squadre: vincitrice
Heusden-Zolder 2025 - Keirin: vincitrice